# Чијанг Мај
Чијанг Мај (тај. เชียงใหม่) је главни град истоимене провинције и најзначајнији град северног Тајланда. Налази се 700 km северно од Бангкока, на реци Пинг, притоци Чао Праје. По подацима из 2008. град има око 150.000 становника. Бивша премијерка Тајланда, Јинглак Шинаватра , долази из региона овог града.

## Партнерски градови
- Uozu
- Саитама
- Кунминг
- Харбин